# (1960) Guisan
(1960) Guisan (1973 UA) – planetoida z pasa głównego asteroid okrążająca Słońce w ciągu 4,02 lat w średniej odległości 2,53 j.a. Odkryta 25 października 1973 roku.